# Миллер, Илья Соломонович
Илья́ Соломо́нович Ми́ллер (1919—1978) — советский историк и археограф; доктор исторических наук (1965), профессор. Основная сфера его научных интересов, исследований и публикаций — социально-политическая и культурная история народов России, Польши и всего славяно-балканского ареала в XVIII—XIX веках.

## Биография
Родился 19 января 1919 года (в других источниках указано 8 июня 1918 года) в Харбине в еврейской семье. Его мать — Любовь Соломоновна Готлиб — училась в Томском университете, где вышла замуж, но вскоре развелась с мужем и вернулась в Харбин, а в 1925 году уехала в Советскую Россию, где вышла замуж за своего давнего знакомого по гимназии в Слониме Соломона Михайловича Миллера, который усыновил её ребёнка.
В 1940 году окончил Московский университет, был учеником академика В. И. Пичеты.
Участник Великой Отечественной войны. В самом начале войны пошел добровольцем, был направлен в Ставропольскую школу военных переводчиков, а по её окончании — на фронт. Всю войну прослужил переводчиком разведотдела полка, закончив войну под Кенигсбергом в звании старшего лейтенанта, получив орден Красной Звезды и медали, в числе которых «За взятие Кенигсберга».
Сразу после войны стал ученым секретарем Фундаментальной библиотеки по общественным наукам Академии наук СССР, а с 1947 года до своей смерти работал сотрудником Института славяноведения и балканистики АН СССР. Долгие годы был заведующим группой русско-польских революционных связей, а затем сектором. Автор монографии «Революционное движение в русской армии и восстание 1863 г.» (совместно с В. А. Дьяковым, М.: Наука, 1964), принимал участие в создании большого числа коллективных монографий и был одним из руководителей фундаментального труда «Восстание 1863 года (материалы и документы)» (т. 1-24. Москва — Варшава, 1958—1978). Воспитал много учеников, внес вклад в развитие научных контактов русских историков и архивистов с их коллегами из Белоруссии, Литвы, Польши и Украины. Был членом советского комитета славистов.
Умер в 1978 году в Москве. Похоронен на Хованском кладбище.

## Семья
- Брат — Георгий Соломонович Миллер (1926, Москва — 2009, Челябинск), оперный режиссёр, заслуженный деятель искусств России, ученик Б. А. Покровского[5].
- Жена (до 1958) — Надежда Давыдовна Ратнер (1916, Москва — 1993, Кфар-Саба, Израиль), историк, научный сотрудник Института славяноведения АН СССР, племянница адвоката Б. Е. Ратнера, двоюродная сестра электротехника Е. С. Ратнера.
  - Сын — Ури (Георгий, род. 1947, Москва), специалист в области научной информации, историк.
- Сын — Алексей (род. 1959, Москва, от второго брака с Анной Фёдоровной Миллер), историк.